# Peonio di Efeso
Peònio di Efeso (Efeso, V secolo a.C. – Efeso, V secolo a.C.) è stato un artista e architetto greco antico.

## Biografia
La sua fama è dovuta soprattutto a due strutture architettoniche: l'Artemisium di Efeso e il Didymeum di Mileto.
Poche sono le informazioni che ci sono giunte attraverso i secoli riguardo al lavoro di Peònio nella ricostruzione del tempio a Didyma vicino a Mileto, realizzato assieme agli architetti Demetrio e Dafni. Certamente il tempio era uno dei più celebri dell'epoca, la cui fama era similare a quello di Delfi.
Non vi è nemmeno una grande certezza sul periodo di attività di Peònio, dato che qualche storico dell'arte ritiene che l'architetto collaborò dopo l'incendio del 356 a.C., mentre invece la maggior parte degli esperti ritiene che l'opera di Peònio sia successiva alla distruzione che effettuò Dario nel 494 a.C.
Però nel 150 a.C. i lavori non erano ancora terminati, per quella che fu definita una della più importanti opere del mondo ellenico (132x73 metri).
Il tempio si caratterizava per una parte centrale scoperta, nelle tipica modalità di un grande cortile, allo stesso modo dell'Heraion di Samo.

## Opere
- Artemisium di Efeso;
- Didymeum di Mileto.

Peònio di Efeso
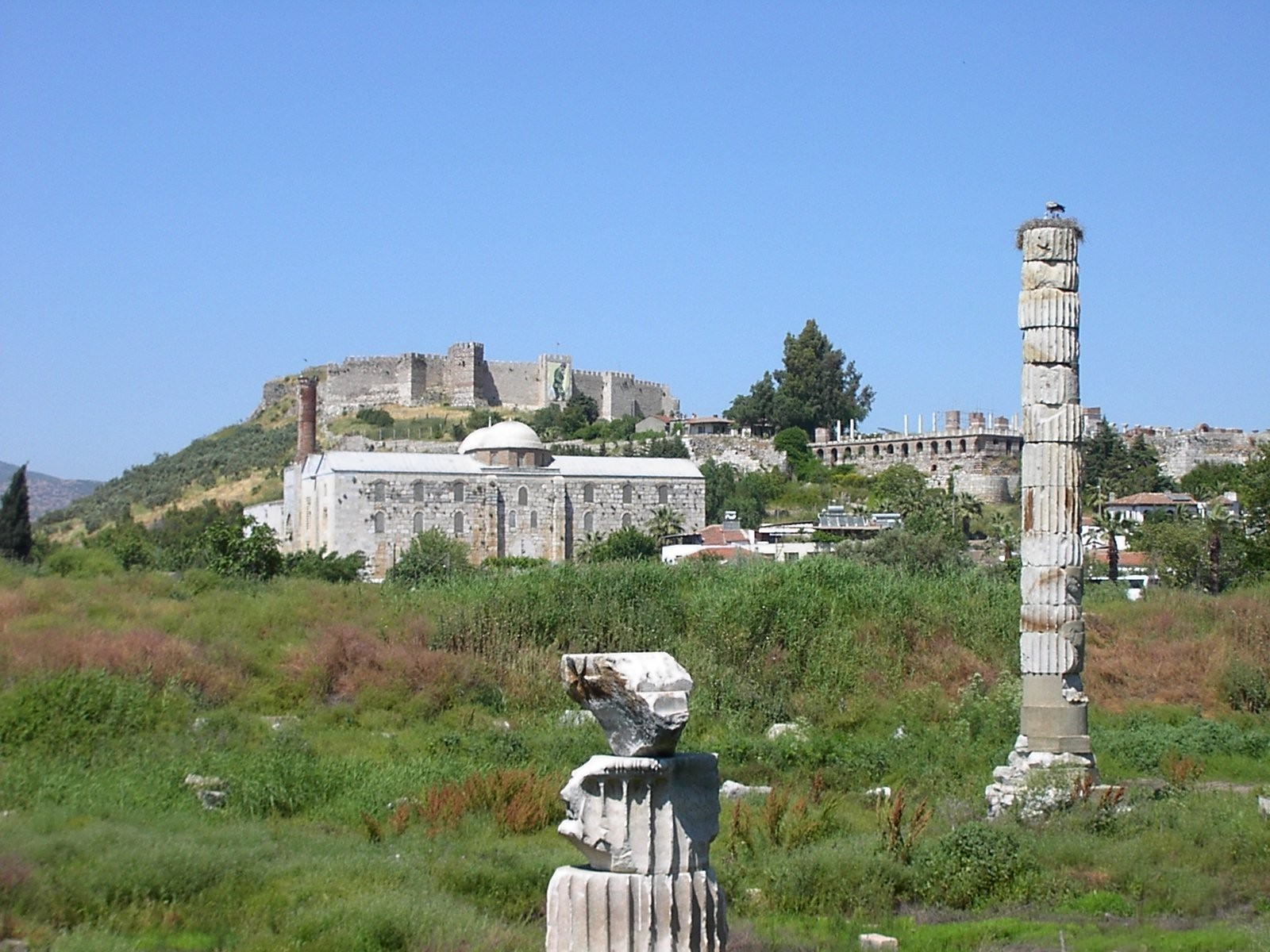
I resti dell'Artemisium di Efeso
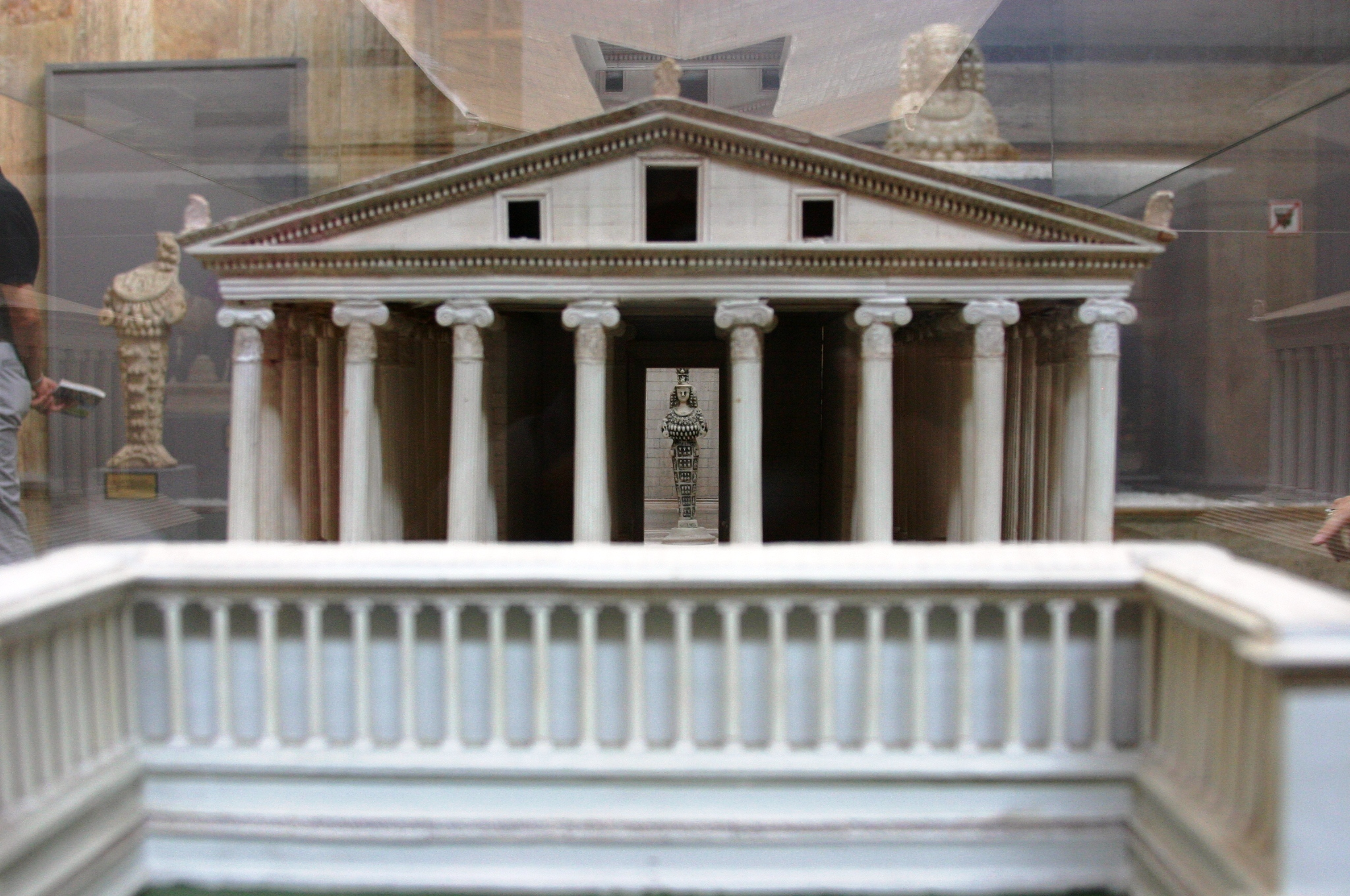
Modellino dell'Artemisium di Efeso secondo le più recenti ipotesi ricostruttive. Si noti la statua della dea al centro del grande edificio, posta in uno spazio vuoto: l'Artemisium infatti doveva presentarsi come una sorta di cortile circondato da un immenso portico, il cui aspetto esterno tuttavia rievocava l'immagine canonica del tempio a capanna.
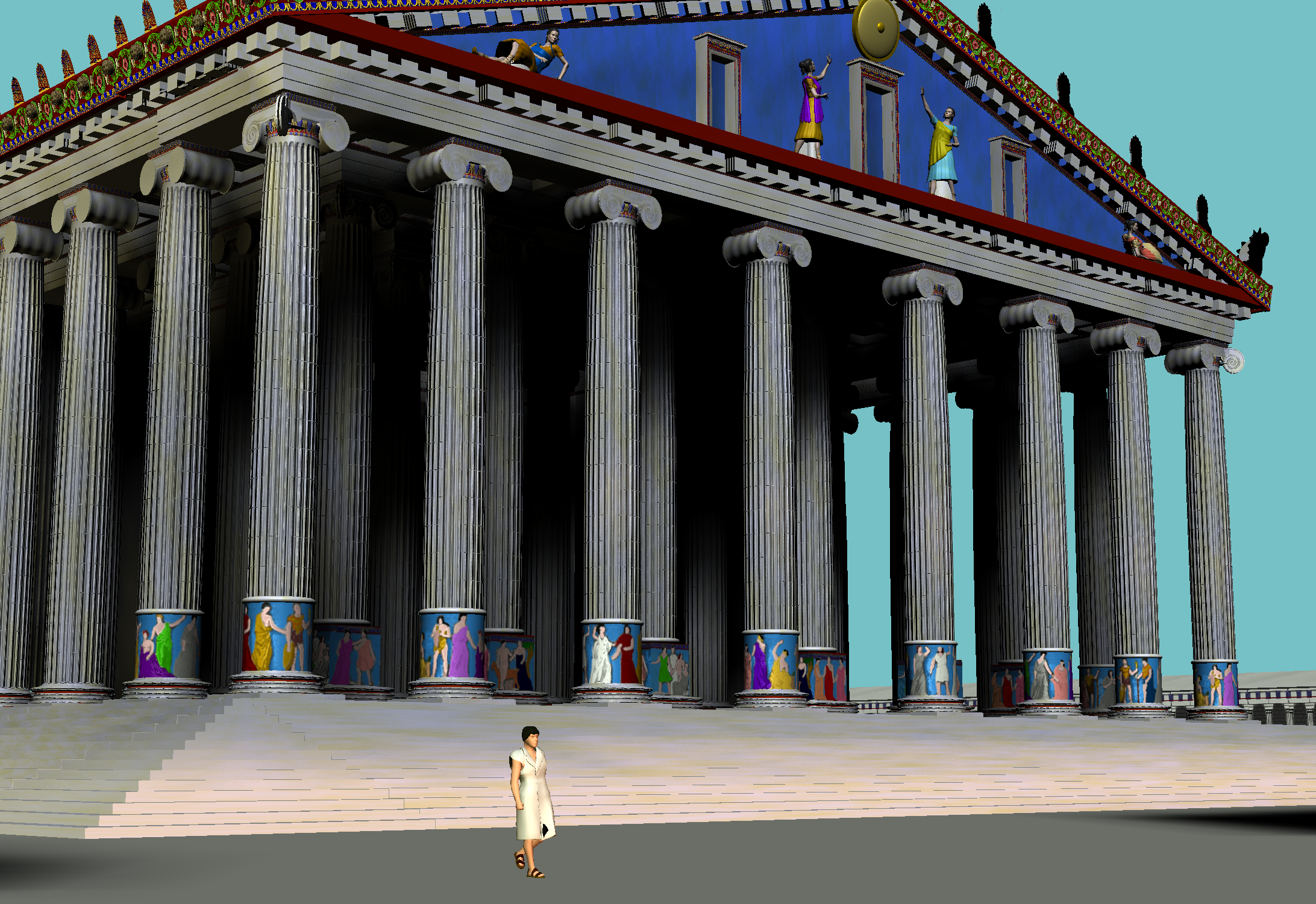
Restituzione grafica dell'Artemisium di Efeso. I colori, sebbene ispirati a quanto pervenuto da altri grandi edifici templari greci, sono meramente indicativi e non vogliono essere che un esempio.